# 6-я Ликская пролетарская дивизия
6-я Ликская пролетарская дивизия «Никола Тесла» (сербохорв. Шеста личка пролетерска дивизија „Никола Тесла“ / Šesta lička proleterska divizija "Nikola Tesla") — воинское формирование Народно-освободительной армии Югославии, участвовавшее во Второй мировой войне. Одна из нескольких дивизий, носивших имя легендарного сербского учёного Николы Теслы, умершего в 1943 году.
При формировании названа 6-й Ликской народно-освободительной дивизией. Действовала в Лике, Далмации, Западной Боснии и Боснийской Краине, в Средней и Восточной Боснии, Санджаке, Черногории, Западной Сербии и Шумадии. Участвовала в Белградской операции и в боях на Сремском фронте. На завершающем этапе войны наступала в Славонии вплоть до освобождения Загреба. За боевые заслуги, по приказу Верховного Главнокомандующего НОАЮ от 19 марта 1944 года ей присвоено наименование: 6-я Ликская пролетарская дивизия «Никола Тесла».

## История

### Формирование и подчинение
Сформирована по приказу Верховного штаба НОАЮ от 22 ноября 1942  из 1-й, 2-й и 3-й ликских бригад. До 11 ноября 1943 была в составе 1-го Хорватского корпуса, позднее действовала в 4-м Хорватском, а затем в 1-м Пролетарском корпусах. В декабре 1944 года в дивизии сформирована артиллерийская бригада.

### Боевой путь

Флаг ассоциации ветеранов Шестой Ликской пролетарской дивизии

В первые недели существования участвовала в операциях совместно с 1-м Боснийским корпусом на реке Уне. В декабре 1942 — январе 1943 годов вела бои с итальянцами, а также с хорватскими фашистами и четниками в Лике и Северной Далмации. В ходе операции «Вейс I» при поддержке бригад 8-й Кордунской дивизии успешно сдерживала итальянские 13-ю пехотную дивизию «Ре» и 12-ю пехотную дивизию «Сассари». В ходе контрудара разбила подразделения дивизии «Сассари» на Лапачко-Поле и, окружив их, нанесла им тяжёлые потери. После этого овладела инициативой и совместно с бригадами 8-й Кордунской дивизии ликвидировала все опорные пункты противника в Лике, кроме Госпича. Попытка уничтожить гарнизон усташей в Госпиче в начале мая не удалась. В ноябре 1943 года перешла в Боснию, где до августа 1944 года в составе 1-го Пролетарского корпуса вела интенсивные боевые действия. 19 марта 1944 по указу Верховного штаба НОАЮ дивизии присвоили наименования пролетарской и имени Николы Теслы.
С июля по август пробивалась в Сербию под сильным немецким натиском, достигшим кульминации в августе в ходе неприятельской операции «Рюбецаль». Умело маневрируя, 1-я и 6-я дивизии уклонились от натиска оперативной боевой группы 2-й танковой армии и приступили к прорыву в Сербию. В ходе наступления разбила 4-ю группу ударных корпусов четников, части Сербского добровольческого корпуса и малочисленные немецкие подразделения, освободила Валево и приняла участие в штурме Белграда.
20 октября 1944 года 6-я Ликская дивизия вместе с 13-й Пролетарской ударной бригадой с боем переправилась по мосту через Саву и из Земуна продолжила наступление в Среме. В ходе ноябрьских боёв на Сремском фронте понесла большие потери и была отведена в тыл для отдыха и пополнения личного состава. На Сремский фронт вернулась усиленной и пополненной 22-й сербской (с 8 октября 1944 года) и артиллерийской (с декабря 1944 года) бригадами. Участвовала в прорыве Сремского фронта, освобождении городов Джяково и Славонски-Брод. 9 мая 1945 дивизия вошла в Загреб.
Все три бригады дивизии, вошедшие в её состав при формировании, получили наименования пролетарских и были награждены Орденом Народного героя.